# Modelo de programação paralela
O modelo de programação paralela é um conjunto de tecnologias de software para expressar algoritmos paralelos e criar aplicações compatíveis com sistemas que suportam a computação paralela. Isso inclui as áreas de aplicações, linguagens de programação, compiladores, biblioteca (computação), sistemas de comunicação e I/O paralelo. Devido a dificuldades da atual paralelização automática, pessoas tem que escolher um modelo de programação paralela apropriado ou uma forma de mistura deles para desenvolver suas aplicações sobre uma plataforma paralela.
Modelos de programação paralela são implementados de diversas maneiras: como bibliotecas invocadas de linguagens de programação seqüencial, extensão de linguagens, ou novos modelos de execução. Eles também são categorizados a grosso modo em 2 tipos de sistemas: Memória compartilhada e sistemas de memória distribuída, apesar das linhas entre eles estarem embaçadas hoje em dia.
Um Modelo de programação é geralmente julgado por sua clareza e simplicidade, fatores os quais são conflitantes. O último objetivo é aumentar a produtividade da programação.